# Kellerberg (Niederdollendorf)
Der Kellerberg ist der nordwestliche Abschnitt des Petersbergs im Siebengebirge. Er gehört zur Gemarkung des Königswinterer Stadtteils Niederdollendorf und liegt südlich von Oberdollendorf zwischen dem Petersberg und dem Rheintal. Sein Westhang, einst als Weinberg genutzt, ist heute ein Biotop mit beträchtlicher pflanzlicher und tierischer Artenvielfalt.
Der Rebenanbau am Kellerberg wurde zwischen den 1960er- und 1980er-Jahren als unrentabel aufgegeben, und auf der Brache breitete sich im Laufe der Jahre Buschwald aus. Zunächst überwucherten Sträucher wie Schlehdorn, Hunds-Rose, Waldreben und Brombeeren die Terrassen des ehemaligen Weinbergs, dann folgten Vogel-Kirschen, Traubeneichen und Eschen.  Das milde Kleinklima, mit heißen und trockenen Sommern, macht den Kellerberg zum idealen Habitat für wärmeliebende Pflanzen und Tiere, aber die Überwucherung ließ kaum Platz für sonnenhungrige Tiere. 1998 begann die Bürgerinitiative Naturschutz Siebengebirge e.V., das Gestrüpp zu lichten.  Nur einzelne Baum- und Strauchgruppen wurden stehen gelassen, zwischen denen sich seitdem offene Grasfluren mit Margeriten, Wilden Möhren, Echtem Johanniskraut und anderen Kräutern entwickelten.  Eine kleine Herde von Landschafen und Burenziegen hält die entbuschte Fläche durch das Abfressen der nachwachsenden Baum- und Buschtriebe weiterhin offen.
Heute findet man auf dem Kellerberg mit seinen Gras- und Kräuterwiesen, den Trockenmauern der alten Terrassen, den Felsen und den Busch- und Baumgruppen eine Vielzahl von Arten, von Eidechsen und Schlingnattern zu Schmetterlingen und Zippammern, von Bienen-Ragwurz zur Gold-Aster. Von den drei ursprünglichen, am Kellerberg gelegenen Weinbau-Einzellagen Goldfüßchen, Heisterberg und Longenburger Berg in der Großlage Petersberg ist die Lage Heisterberg (unterhalb von Haus Heisterberg) seit 2002 wieder bestockt. 

## Weblink
- Der Kellerberg, bei NRW-Stiftung Natur-Heimat-Kultur

Koordinaten: 50° 41′ 22,6″ N, 7° 11′ 30,4″ O